# Tim Visser
Tim Visser (nacido en De Bilt el 29 de mayo de 1987) es un exjugador de rugby británico de origen neerlandés, que jugaba de ala para la selección de rugby de Escocia. Es el primer neerlandés que jugó profesionalmente al rugby.

## Carrera

### Clubes
Visser se unió a la academia de los Newcastle Falcons de adolescente, después de que lo vieran jugando en los Amsterdam Sevens. En los Países Bajos jugó para el RC Hilversum, y se trasladó a Inglaterra, donde se unió a Barnard Castle School y representó a las England Schools a nivel sub-18 en 2005.
Firmó un contrato de dos años con los Newcastle Falcons en abril de 2007, pero empezó la temporada 2007/08 prestado al equipo recientemente descendido Northampton Saints.
Visser debutó en la Aviva Premiership el 8 de septiembre de 2006 contra Worcester, saliendo de suplente y anotando el ensayo de la victoria. Jugó otros 10 partidos con los Falcons en su primera temporada, logrando cuatro ensayos en total, antes de terminar la temporada prestado a Darlington Mowden Park.
En la temporada 2008/09 hizo otros cinco ensayos en 21 apariciones con Newcastle, pero al final de la misma firmó con Edinburgh. Allí consiguió ser el máximo anotador de la liga Pro 12 en cada una de sus primeras cuatro temporadas. En la primera de ellas, fue el máximo anotador de la Liga Céltica 2009-10 con diez ensayos, ganando el premio al Mejor jugador joven del año, y se le incluyó en el equipo ideal de la Magners League. En la temporada siguiente, 2010–11, de nuevo fue el máximo anotador de la Liga y fue incluido en el equipo ideal. 
Visser terminó la temporada de Pro 12 2011–12 con trece ensayos, convirtiéndose de nuevo en el máximo anotador de la liga. Con Edimburgo, Visser también alcanzó las semifinales de la Copa Heineken 2011-2012, anotando cuatro ensayos en total durante la competición, obteniendo su tercera inclusión en el equipo ideal de RaboDirect Pro12. Además, lo votaron como "Jugador de jugadores de la temporada".
En marzo de 2015 se anunció que Visser se marcharía de Murrayfield al final de la temporada para unirse a los Harlequins.

### Internacional
El 29 de mayo de 2011, Visser debutó con los Barbarians contra Inglaterra. Anotó dos ensayos, incluyendo uno del último esfuerzo que vio a los Barbarians vencer a Inglaterra en Twickenham.
Visser fue elegible para jugar con los Países Bajos, pero decidió no hacerlo para que pudieran elegirlo para una de las naciones británicas. Las reglas de elegibilidad de la IRB afirman que un jugador puede jugar con la selección absoluta del país en que haya cumplido 36 meses consecutivos de residencia. Visser afirmó en 2011 que deseaba jugar con Escocia cuando fuese elegible, a partir de junio de 2012.
El entrenador escocés Andy Robinson escogió a Visser en el grupo de 28 jugadores para la gira de Escocia por Oceanía en junio de 2012. Completó sus tres años de residencia el 12 de junio y así no estuvo disponible para el partido frente a Australia el 5 de junio, pero sí para los otros dos partidos que quedaban, contra Fiyi y Samoa.
Visser hizo su debut con Escocia contra Fiyi el 16 de junio y anotó dos ensayos en una victoria 37–25. Visser tuvo su debut en casa en un partido contra Nueva Zelanda el 11 de noviembre de 2012 en los Internacionales de Otoño. Durante este partido en Murrayfield anotó dos ensayos contra la campeona del mundo.
Dos ensayos en la derrota de Italia en agosto de 2015 ayudó a Visser a tener una plaza entre los 31 jugadores de Escocia seleccionados por Vern Cotter para la Copa Mundial de Rugby de 2015. En la fase de grupos, en el partido contra  Estados Unidos, que terminó con victoria escocesa 39-16, Visser anotó un ensayo.